# Vieille pharmacie à Vršac
La « vieille pharmacie à Vršac » (en serbe cyrillique : Стара апотека у Вршцу ; en serbe latin : Stara apoteka u Vršcu) est située à Vršac, dans la province de Voïvodine et dans le district du Banat méridional, en Serbie. Elle est inscrite sur la liste des monuments culturels de grande importance de la république de Serbie (identifiant no SK 1141).
La vieille pharmacie, également connue sous le nom de « pharmacie sur l'escalier », abrite aujourd'hui une section du musée municipal de Vršac.

## Historique et architecture
Le bâtiment, situé 1 rue Stevana Nemanje, a été construit au milieu du XVIIIe siècle dans un style baroque. La première pharmacie de Vršac y a ouvert ses portes en 1784 ; elle a servi de pharmacie et de logement pour la famille du pharmacien jusqu'en 1971. Parmi ses propriétaires successifs, à partir de 1928, figure Aleksandar Jovanović, le frère du peintre Paja Jovanović. Après 1971, la vieille pharmacie est devenue une partie du Musée municipal de Vršac.
Situé à l'angle de deux rues, le bâtiment, doté d'un seul étage, s'inscrit dans un plan prenant la forme de la lettre cyrillique « Г ». Il est couronné par un haut toit qui s'élève sur deux étages et qui servait notamment au séchage des herbes médicinales et il dispose d'un vaste sous-sol pour l'entrepôt des marchandises. Dans la seconde moitié du XIXe siècle, une nouvelle façade de style néo-classique a été créée pour l'édifice. L'entrée de la pharmacie s'effectue par un escalier en pierres donnant sur la rue, tandis que la façade sur cour est dotée d'un porche avec des arcades.
La vieille pharmacie présente un intérêt lié à l'histoire de la pharmacie et à l'histoire de l'art. Elle témoigne notamment de l'architecture à Vršac au XVIIIe siècle. Elle a été restaurée en 1976, 1988–1989, 1998 et 2005–2006.

## Musée
Le musée présente deux expositions permanentes, l'une consacrée à l'« histoire de la santé à Vršac », située dans la partie où se trouvait l'ancienne pharmacie, l'autre, dans l'ancienne partie résidentielle du bâtiment, consacrée à la « mémoire de Paja Jovanović » et ouverte en 1977.
La partie consacrée à l'histoire de la pharmacie abrite des luminaires et des meubles anciens, des caisses enregistreuses, des balances, des presses pharmaceutiques, des mortiers, des commandes de pharmaciens et des ordonnances de médecins, ainsi que des informations sur les soins de santé.
Le musée conserve plusieurs portraits de Paja Jovanović, né à Vršac, dont un grand portrait du roi Alexandre Ier, ainsi qu'un triptyque représentant les activités de la ville (ses foires, les vendanges et les récoltes), qui a obtenu le prix du Millénaire à Budapest.